# ¿Quién era esa chica?
¿Quién era esa chica? es una comedia protagonizada por Dean Martin, Tony Curtis y Janet Leigh. La película se rodó entre el 20 de julio y el 25 de agosto de 1959.

## Argumento
Una mujer solicita el divorcio tras descubrir a su marido, un profesor de química, besando a una de sus alumnas universitarias en su despacho.

## Otros créditos
- Fecha de estreno: febrero de 1960
- Productora: Ansark-George Sidney Productions
- Distribuidora: Columbia Pictures
- Color: Blanco y negro
- Montaje: Viola Lawrence
- Dirección artística: Ted Haworth
- Decorados: James Crowe
- Diseño de vestuario: Jean Louis
- Maquillaje: Ben Lane

## Premios
- La película estuvo nominada a los Globo de Oro como Mejor Comedia y Dean Martin estuvo nominado en la sección de mejor actor de musical o comedia.
- Janet Leigh quedó en cuarto lugar en la lista de los premios Golden Laurel como mejor actriz de comedia. Idéntico puesto ocupó su compañero de reparto Tony Curtis como mejor actor de comedia.